# Bergsäng (gruva)
Bergsäng är en järnmalmsgruva belägen strax utanför Gyttorp i Nora kommun, Västmanland (Örebro län).
Bergsängsgruvorna inmutades 1880 och började brytas i större skala 1884. Den storskaliga brytningen lades ned 1922 mot bakgrund av gruvindustrins dåvarande djupa lågkonjunktur. Ägaren, Strömsnäs Jernverks AB, lät emellertid sju gruvarbetare fortsätta driften på entreprenad. Detta höll dock inte ekonomiskt och i januari 1924 upphörde driften helt.
Totalt utvanns 111 954 ton järnmalm från gruvorna under åren 1880-1924.
Efter nedläggningen visade Nitroglycerin AB intresse för gruvområdet. 1925 startade man hageltillverkning i schaktet vid Arbmansgruvan (omdöpt till Hagelgruvan), vilken kom att pågå fram till 1960-talet.
De gamla varphögarna vid gruvorna sovrades 1941-1944 varvid ytterligare 16 608 ton malm kunde tillvaratas.
Ett laboratorium för bergsprängarkurser kom dock att fortsätta att vara i drift efter att hageltillverkningen nedlagts. Runt 1990 upphörde även denna verksamhet. Idag finns ingenting kvar vid Hagelgruvan.